# گاریکا
گاریکا (به لاتین: Gareyka) یک منطقهٔ مسکونی در روسیه است که در باشقیرستان واقع شده‌است.